# Monodelphis
Monodelphis é um gênero de marsupial da família Didelphidae. Os animais deste gênero são conhecidos vernaculamente em português como cuícas-de-rabo-curto ou catitas

## Espécies
- Monodelphis adusta (Thomas, 1897)
- Monodelphis americana (Müller, 1776)
- Monodelphis brevicaudata (Erxleben, 1777)
- Monodelphis dimidiata (Wagner, 1847)
- Monodelphis domestica (Wagner, 1842)
- Monodelphis emiliae (Thomas, 1912)
- Monodelphis glirina (Wagner, 1842)
- Monodelphis handleyi Solari, 2007
- Monodelphis iheringi (Thomas, 1888)
- Monodelphis kunsi Pine, 1975
- Monodelphis maraxina Thomas, 1923
- Monodelphis osgoodi Doutt, 1938
- Monodelphis palliolata (Osgood, 1914)
- Monodelphis reigi Lew e Pérez-Hernández, 2004
- Monodelphis ronaldi Solari, 2004
- Monodelphis rubida (Thomas, 1899)
- Monodelphis scalops (Thomas, 1888)
- Monodelphis sorex (Hensel, 1872)
- Monodelphis theresa Thomas, 1921
- Monodelphis umbristriata (Miranda-Ribeiro, 1936)
- Monodelphis unistriata (Wagner, 1842)